# Jidong

Bahnhof von Jidong

Der Kreis Jidong (chinesisch 鸡东县, Pinyin Jīdōng Xiàn) ist ein Kreis der bezirksfreien Stadt Jixi in der Provinz Heilongjiang der Volksrepublik China. Er hat eine Fläche von 3.340 km² und zählt 211.855 Einwohner (Stand: Zensus 2020). Sein Hauptort ist die Großgemeinde Jidong (鸡东镇).

## Administrative Gliederung
Auf Gemeindeebene setzt sich der Kreis Stadt aus acht Großgemeinden und drei Gemeinden zusammen, davon zwei von Koreanern. 